# Caso Arcedio Álvarez
El caso Arcedio Álvarez consistió en las violaciones continuadas durante más de 30 años por parte del colombiano Arcedio Álvarez Quintero (c. 1950 - 2011), cuyo nombre según otras fuentes sería Arcebio o Arcadio, a su propia hija Alba Nidia Quintero (n. c. 1974), que tuvo ocho hijos como resultado de las mismas, y que denunció lo sucedido en marzo de 2009. El Monstruo de Mariquita, como después se le conocería por la localidad donde vivía, fue condenado a once años de cárcel, aunque falleció a los dos años.

## Hechos
Arcedio comenzó los abusos contra su hija cuando quedó viudo, hacia 1979, cuando esta tenía cinco años. Las violaciones dieron lugar a 14 embarazos entre 1987 y 2008. Solo ocho de los hijos productos de las violaciones sobrevivieron.
En 2009, la víctima decidió huir de su casa y denunciar los hechos para tratar de evitar que sus hijos sufrieran también los abusos. Arcedio fue detenido el 27 de marzo de 2009, y acusado de los delitos de acto sexual abusivo, acceso carnal violento e incesto contra su hija. El caso tuvo una notable repercursión en los medios, que lo compararon con el caso Fritzl, descubierto en Austria algo menos de un año antes y similar a este.
Al comenzar el juicio, Arcedio se declaró inocente, pero en la audiencia final aceptó las acusaciones y pidió perdón a su hija e hijos-nietos. Fue condenado a 11 años, 7 meses y 28 días de prisión.

## Muerte de Álvarez
El 16 de septiembre de 2011 las autoridades del INPEC colombiano comunicaron que Arcedio, tras haberle sido extirpada la vesícula dos semanas antes a causa de unos cálculos, había sido encontrado muerto, aparentemente por causas naturales, a las pocas horas de haber sido trasladado nuevamente al penal.